# Mammuthus africanavus
Mamut afrykański (†Mammuthus africanavus) − jeden z najstarszych gatunków mamutów. Pojawił się około 4,8 miliona lat temu w okresie pliocenu. Skamieniałości z tego okresu odkryto na stanowiskach w Czadzie, Libii, Maroko i Tunezji. Wywodzi się od wcześniejszego Mammuthus subplanifrons i dał początek wczesnoplejstoceńskiemu mamutowi południowemu.